# Жук Ірина Володимирівна
Іри́на Володи́мирівна Жу́к (* 1966) — радянська фігуристка. Майстер спорту СРСР міжнародного класу (1985); заслужений тренер Росії (2010).

## З життєпису
Народилася 1966 року в Харкові. Фігуристка, призерка міжнародних турнірів та володарка Кубка СРСР у танцях на льоду. Надалі — тренерка.